# Afínia Gemina Bibiana
Afínia Gemina Bibiana (em latim: Afinia Gemina Baebiana) foi imperatriz-consorte romana, esposa do imperador Treboniano Galo (r. 251–253). Se casou em data incerta antes do marido se tornar imperador e o casal teve dois filhos, Volusiano e Víbia Gala. Após Treboniano ascender, não foi nomeada Augusta, pois Herênia Etruscila, viúva de Décio (r. 249–251), estava viva e manteve o título. Não se sabe a data de sua morte.